# Ann Knapp
Ann Knapp, ook bekend als Ann Grande, (19 december 1968) is een Amerikaans veldrijder en mountainbiker die uitkwam voor KONA, GymAmerica.com en Redline. In 2002 werd ze Amerikaans kampioene veldrijden.
Als 31-jarige deed ze mee aan de eerste Wereldkampioenschappen veldrijden in Sint-Michielsgestel in 2000 en werd ze twaalfde. De Amerikaanse kwam een aantal weken eerder naar Europa en in aanloop naar het WK haalde ze podiumplaatsen in het Nederlandse Zeddam, Magstadt en (buiten mededinging) het NK in Duitsland, en de internationaal sterk bezette Zwitserse cross in Wetzikon. Van 2001 tot en met 2006 eindigde ze in de top 10 van het WK met als hoogste positie een 4e plek in 2001 en 2004.

## Overwinningen
1998
- VS-Amerikaans kampioenschap veldrijden
- Seattle
- San Jose - Bay Area

1999
- VS-Amerikaans kampioenschap veldrijden
- Boston
- New York
- Chicago
- Seattle
- Portland, OR

2000
- VS-Amerikaans kampioenschap veldrijden
- Monkey Hill
- Boston

2001
- Chicago

2002
- Amerikaans kampioene veldrijden

2003
- Redmond, WA

2004
- VS-Amerikaans kampioenschap veldrijden
- Cyclocross Portland
- US Grand Prix
- Cannondale Stumptown Cyclocross Classic
- Michelob ULTRA Grand Prix of Gloucester #1
- Michelob ULTRA Grand Prix of Gloucester #2
- Cyclocross Beacon
- Cyclocross Highland Park
- Bridgeton, NJ

2005
- VS-Amerikaans kampioenschap veldrijden
- Bridgeton, NJ